# Henriette Schroeder
Henriette Schroeder (* 1961 in Bonn) ist eine deutsche Übersetzerin, Journalistin, Dokumentarfilmerin und Autorin.

## Leben und Wirken
Henriette Schroeder, Tochter des Publizisten Dieter Schröder, studierte Amerikanische Kulturgeschichte, Kunstgeschichte und Psychologie in München sowie Jewish Studies an der American University in Washington, D.C. Weiters besuchte sie die deutsche Journalistenschule in München. Von 1999 bis 2002 arbeitete Schroeder in der Abteilung Media Affairs der OSZE im Kosovo sowie in Bosnien und Herzegowina. Ihr dort geführtes Tagebuch inspirierte ihren Bruder Joachim zum Drehbuch des Kinofilms Kill me Today, Tomorrow I’m Sick! und gilt als dessen Vorlage.
In ihren Arbeiten befasst sie sich meist mit Zeitgeschichte sowie mit zentraleuropäischer und jüdischer Geschichte und Tradition.
Ihr 2014 erschienenes Buch Ein Hauch von Lippenstift für die Würde: Weiblichkeit in Zeiten großer Not fand internationale Aufmerksamkeit.
Henriette Schroeder lebt heute in Wien.

## Publikationen
- Ein Hauch von Lippenstift für die Würde: Weiblichkeit in Zeiten großer Not. Elisabeth Sandmann Verlag, 2014, ISBN 978-3-938045-91-6.[8][9][10][11]

## Artikel
- In der Filmkulisse arabischer Statisten – Nostalgisches in Tanger/Erinnerungen an die Zeit der internationalen Verwaltung. (Süddeutsche Zeitung vom 10. November 1992)
- Glänzende Kulisse für exzentrische Neigungen – Besuch bei Paul Bowles, ein Brief aus Tanger. (Süddeutsche Zeitung vom 10. Oktober 1992)
- Ein Antlitz voller Liebe und Trauer – Einst kulturelles Zentrum, heute Niemandsland: Begegnungen in Czernowitz, der Geburtsstadt Paul Celans. (Süddeutsche Zeitung vom 6. Dezember 1992)
- Brief aus einem fahrenden Zug. Zusammenstoß mit Madame Gulag. (Süddeutsche Zeitung vom 20. März 1993)
- Pulverfaß L.A. (focus.de vom 2. August 1993)[12]
- Traurige Weisen im ‚Paris des Ostens‘. Der Rundgang durch Bukarest führt zu Überresten der Pracht von einst und zu den Ruinen diktatorischen Größenwahns. (Süddeutsche Zeitung vom 31. August 1993)
- Blanker Hass – Mädchen in der Neonazi Szene. (Süddeutsche Zeitung vom 13. Dezember 1993)
- Ceausescus politische Hinterlassenschaft – Wie sich Virgil Magureanu, der Chef des heutigen rumänischen Geheimdienstes, von der berüchtigten Securitate distanziert. (Süddeutsche Zeitung vom 5./6. Januar 1994)
- Verbotene Liebe – Homosexuelle in rumänischen Gefängnissen. Sie werden gedemütigt, gequält und geächtet. (SZ-Magazin vom 18. Oktober 1996)
- Die Gruppe 47 und die Emigranten. (Illustrierte Neue Welt vom August/September 2008)
- Bulgaren – Keine willigen Vollstrecker – Chronologie einer Rettung. (Illustrierte Neue Welt vom August/September 2009)
- Was „Jurist Putin“ und „Bandit Stalin“ verbindet. (welt.de vom 12. April 2011)[13]
- Das doppelte Leid der Flüchtlinge aus Nordkorea. (welt.de vom 22. März 2013)[14]
- Museumswärter: Sie lieben die Kunst, die sie bewachen. (zeit.de vom 21. Juni 2017)[15]

## Buchübersetzungen aus dem Englischen
- Jüdisches Bestiarium: Fabelhafte Tiere von A wie Ameise bis Z wie Ziz. Von Mark Podwal. Verlag Hentrich & Hentrich, Berlin, 2015. ISBN 978-3-95565-127-5.
- Nautilus' Traum. Von David Almond und Peter Wiesmüller. Tulipan Verlag, 2016. ISBN 978-3-86429-317-7.
- An die Gemeinschaft und an die Welt: Gedanken zu drängenden Fragen der Zeit. Von Pinchas Goldschmidt. Verlag Hentrich & Hentrich, Berlin, 2018. ISBN 978-3-95565-266-1.

## Dokumentarfilme
- Befreit & Vergessen. Dokumentarfilm von Henriette Schroeder, Joachim Schroeder und Werner Kiefer, 1995.[16]
- …wie gurrende Tauben im Herzen – Geschichte und Kultur der jiddischen Sprache, 2 mal 45 Minuten, Bayerischer Rundfunk 1997.
- Little Odessa – Russische Juden in Brooklyn, 45 Minuten, Norddeutscher Rundfunk, 2005.
- Weiterleben! Sechzig Jahre jüdisches Leben in Deutschland, 45 Minuten, Bayerischer Rundfunk 2009.
- Die Hüterin der Worte – Rachel Salamander und die Literaturhandlung, 45 Minuten, Bayerischer Rundfunk 2013.[17]